# Kaliforniatumlare
Kaliforniatumlare (Phocoena sinus, engelska vaquita och spanska vaquita marina eller chochito) är en ovanlig art av tumlare som är endemisk i norra delen av Californiaviken. Den är akut utrotningshotad, och försök görs för att säkra artens överlevnad.

## Biologi
Kaliforniatumlaren är en av de minsta valarna med en längd upp till 1,50 meter och vikt runt 50 kilogram. Den har stora svarta ögonringar och läppar. Dess kropp är grå till mörkgrå med ljus mage. Ryggfenan sitter mitt på ryggen och är större än hos andra tumlare.
Kaliforniatumlaren tycker om grunda vatten och man ser den mycket sällan på vatten som är djupare än 30 meter. Den kan överleva på så grunda vatten att ryggen är ovanför vattenytan. Det finns mycket få observationer av tumlaren i vilt tillstånd men den verkar framleva sin existens i maklig takt. Den tycker inte om båtar och undviker dem så mycket de kan.
Tumlaren livnär sig huvudsakligen på fisk men fångar också bläckfisk.

## Hot
Trots att Kaliforniatumlaren aldrig har blivit aktivt jagad minskar dess antal stadigt, med cirka 40 procent om året. Detta beror främst på att den fastnar vid fiske med drivgarn, där fiskarna egentligen är ute efter kalifornisk vekfisk. Andra hot är inavel och minskat färskvattenflöde från Coloradofloden.
Vid en räkning 1997 noterades 567 kaliforniatumlare. År 2015 var antalet ner i endast 59, och nedgången har därefter fortsatt. Forskare uppskattade att det i juni 2017 endast fanns 30 kaliforniatumlare kvar (ett halvår tidigare antogs de vara knappt 40 individer). I augusti 2019 uppskattades populationen till omkring 10 individer och miljöorganisationer uppmanade till handelsbojkott av Mexiko. Den riskerar att vara utrotad 2018 alternativt 2022, vilket gör Kaliforniatumlaren till den mest hotade arten av marina däggdjur.
En internationell räddningsaktion med hjälp militärt tränade delfiner från USA har inletts för att försöka rädda arten. Det handlar om att delfinerna, som vanligtvis nyttjas för att upptäcka minor, hjälper till att hitta de små tumlarna. Därefter fångas de små valarna in för skyddad placering i flytande fållor i Californiaviken, så att de slipper bli offer för fiskenät. Förhoppningen är sedan att tumlarna under kontrollerade och övervakade former ska kunna föröka sig.